# タナー・ロレンツォ
タナー・ロレンツォ（Tanner Lourenco、1996年5月6日 - ）は、アメリカ合衆国の男性総合格闘家。琉球ファイトクラブ所属。

## 来歴
地元のカリフォルニアで工場の機械を売るセールスマンとして働きながら、格闘技ジムに通い始め、アマチュア大会に出場する。その大会で元UFC、Strikeforceで活躍していたレナート・ババルに出会い、ババルに師事し真面目に格闘技に取り組むようになる。2019年からはババルのジムでコーチとなった。しかし、2020年にCOVID-19の影響でジムが閉鎖し、失職。
アメリカ軍に入隊し、沖縄県のアメリカ軍基地に駐屯して、拠点を日本に移す。
2021年、11月20日にRIZIN初参戦、そしてプロMMAデビュー戦となったRIZIN.32では武術家の熊澤伸哉に2R送り襟絞めで一本勝ちを収めた。
2022年、7月2日にRIZIN2戦目となったRIZIN.36では得意の打撃でOriheyに2RTKO勝利を収めた。

## 戦績

### プロ総合格闘技
| 総合格闘技 戦績 | 総合格闘技 戦績 | 総合格闘技 戦績 | 総合格闘技 戦績 | 総合格闘技 戦績 | 総合格闘技 戦績 | 総合格闘技 戦績 |
| --------------- | --------------- | --------------- | --------------- | --------------- | --------------- | --------------- |
| 2 試合          | (T)KO           | 一本            | 判定            | その他          | 引き分け        | 無効試合        |
| 2 勝            | 1               | 1               | 0               | 0               | 0               | 0               |
| 0 敗            | 0               | 0               | 0               | 0               | 0               | 0               |

| 勝敗 | 対戦相手 | 試合結果                        | 大会名   | 開催年月日     |
| ○    | Orihey   | 2R 1:05 TKO（グラウンドパンチ） | RIZIN.36 | 2022年7月2日   |
| ○    | 熊澤伸哉 | 2R 1:34 送り襟絞め              | RIZIN.32 | 2021年11月20日 |